# Dythemis velox
Dythemis velox е вид водно конче от семейство Libellulidae. Видът не е застрашен от изчезване.

## Разпространение
Разпространен е в Мексико (Дуранго, Нуево Леон и Тамаулипас) и САЩ (Алабама, Аризона, Вирджиния, Джорджия, Илинойс, Канзас, Луизиана, Мисисипи, Ню Мексико, Оклахома, Северна Каролина, Тексас, Флорида и Южна Каролина).

## Описание
Популацията на вида е нарастваща.